# Jochen Fraatz
Jochen Fraatz   (Cuxhaven, 14 de maig de 1963) és un jugador d'handbol alemany, ja retirat, que va competir durant les dècades de 1980, 1990 i 2000.
El 1984 va formar part de la selecció de la República Federal Alemanya que va guanyar la medalla d'argent a les Olimpíades de Los Angeles. Hi va jugar tots sis partits, i va marcar vint gols. Vuit anys més tard formà part de la selecció alemanya que acabà vuitena a les Olimpíades de Barcelona 1992. Hi va jugar tots sis partits i hi marcà setze gols. Amb la selecció alemanya jugà 186 partits en què marcà 809 gols.
A nivell de clubs jugà al TUSEM Essen, HSG Nordhorn i TBV Lemgo, marcant 2.660 gols en 441 partits. Guanyà tres lligues alemanyes amb el TUSEM Essen (1986, 1987 i 1989) i quatre copes alemanyes (1988, 1991, 1992 i 2002). El 1989 guanyà la Recopa d'Europa.
El 2013 li fou diagnosticada esclerosi múltiple.